# A-Teens
A-Teens (hay tên gọi cách điệu là A*Teens) là một nhóm nhạc pop đến từ Stockholm, Thụy Điển, thành lập năm 1998 bởi Niklas Berg với ý định ban đầu là một ban nhạc tôn vinh ABBA. Ban nhạc lúc đầu được đặt tên là ABBA Teens nhưng sau đó đổi thành A-Teens. Nhóm gồm 4 thành viên: Marie Serneholt, Amit Sebastian Paul, Dhani Lennevald và Sara Lumholdt.

## Tiểu sử
Lúc đầu ban nhạc được đặt tên ABBA Teens. Tuy nhiên, sau yêu cầu từ Björn Ulvaeus và Benny Andersson của ABBA, ban nhạc được đổi tên thành A*Teens để tránh sự nhầm lẫn . Điều này cũng tạo điều kiện cho A*Teens có nhiều tự do hơn trong việc sáng tạo phong cách âm nhạc của nhóm.
Album đầu tiên của nhóm đã đạt được thành công trên khắp thế giới và đến năm 2001 số lượng album bán ra đạt con số khoảng 6 triệu bản.
Đến năm 2004, ban nhạc tuyên bố họ sẽ nghỉ ngơi sau khi phát hành album Greatest Hits. Mỗi ca khúc trong album này đều ít nhất lọt vào top 20 của một quốc gia trên thế giới. A*Teens chính thức tuyên bố tan rã ngày 15 tháng 4 năm 2006. Các thành viên của nhóm đều đã bắt đầu sự nghiệp solo riêng.

## Album
- 1999: The ABBA Generation
- 2001: Teen Spirit
- 2002: Pop 'til You Drop!
- 2003: New Arrival
- 2004: Greatest Hits

## Liên kết
- Trang web chính thức của A*Teens
- Trang MySpace chính thức của Amit Paul